# Froschbauch
Als Froschbauch wird ein breiter und aufgetriebener Bauch bezeichnet, der durch Schlaffheit der Bauchmuskulatur und Meteorismus entsteht. Bei Kindern deutet ein Froschbauch ebenso wie ein so genannter Glockenthorax auf eine Rachitis hin, also auf eine gestörte Mineralisation der Knochen durch Vitamin-D- und Calciummangel.

## Belege
1. 1 2  Stichwort „Froschbauch“ in Pschyrembel Wörterbuch Sexualität. Walter de Gruyter, Berlin 2006; Seite 495. ISBN 3-11-016965-7.
2. ↑  Stichwort „Glockenthorax“ in Pschyrembel Wörterbuch Sexualität. Walter de Gruyter, Berlin 2006; Seite 550. ISBN 3-11-016965-7.